# Krasawczik
Krasawczik (ros. Красавчик) – chutor w zachodniej Rosji, w sielsowiecie wierchnielubażskim rejonu fatieżskiego w obwodzie kurskim.

## Geografia
Miejscowość położona jest nad Krasawką (lewy dopływ Swapy), 7 km od centrum administracyjnego sielsowietu (Wierchnij Lubaż), 16 km na północny zachód od centrum administracyjnego rejonu (Fatież), 59 km na północny zachód od Kurska, 7 km od drogi magistralnej (federalnego znaczenia) M2 «Krym» (część trasy europejskiej E105).
W chutorze znajduje się 39 posesji.
Klimat
Miejscowość, jak i cały rejon, znajduje się w strefie klimatu kontynentalnego z łagodnym ciepłym latem i równomiernie rozłożonymi opadami rocznymi (Dfb w klasyfikacji klimatów Köppena).

## Demografia
W 2010 r. chutor zamieszkiwało 28 osób.